# Theano
Theano (řecky: Θεανώ) byla strarořecká filozofka a matematička 6. století př. n. l. Byla pravděpodobně manželkou Pythagora, možná však jen jeho žačkou, nebo dokonce jen stoupenkyní. Ve starověku jí bylo připisováno mnoho pythagorejských spisů a filozofických pojednání, někteří moderní učenci však její autorství zpochybňují. Lze ji nicméně vnímat jako první matematičku historie. Byla pokládána za ztělesnění ženské moudrosti a ctnosti, vzor vzdělané ženy. 

Informace o jejím původu se různí. Některé zdroje uvádějí, že pocházela z Crotone (Kalábrie), jiné že z Magna Graecia (jižní Itálie), další že z Kréty. Vyskytly se také domněnky, že existovaly dvě vzdělané ženy stejného jména v různých časových obdobích. Podle tradice převzala vedení Pythagorovy školy po jeho smrti, i to však řada historiků odmítá. K jejím základním tématům prý patřila zlatá střední cesta ve filozofii a zlatý řez v matematice. Byzantský slovník Suda jí připisuje spisy pod názvy Pythagorova apophthegmata, Rady ženám, O Pythagorovi, O ctnosti a Filozofické komentáře. Žádný se ale nedochoval. Ve Stobaeově antologiu se dochoval krátký fragment z díla nazvaného O zbožnosti, které je jí rovněž připisováno. Fragment zpochybňuje realitu čísla:
Dozvěděl jsem se, že mnozí Řekové se domnívají, že Pythagoras řekl, že všechno pochází z čísla. Toto tvrzení však představuje problém – říká vlastně, že něco, co ani neexistuje, plodí věci. On ale neřekl, že věci vznikají z počtu, nýbrž podle počtu. Neboť v počtu je první uspořádání, díky jehož přítomnosti také v říši věcí, které lze spočítat, něco zaujímá své místo jako první, něco jako druhé, a ostatní následují v pořadí.
Někteří odborníci tento citát vnímají jako nápadně helénistický, tedy nepovažují za pravděpodobné, že by mohl vzniknout v 6. století př. n. l.
Theano vešla ve známost jako autorka dopisů, které byly šířeny zejména v době římské císařské říše. Ze sedmi dochovaných je pět určeno především ženám. Pojednávají o povinnostech manželky a matky, o tom, jak přiměřeně reagovat na nevěru, o otázkách výchovy  dětí a o tom, jak jednat se služebnictvem. Tři dopisy (Euboule, Kallistó a Nikostratě) vydal  poprvé tiskem  Aldus Manutius v Benátkách roku 1499. Následovala další vydání a překlady z řečtiny, do širšího povědomí se dostaly koncem 18. století v západní Evropě.